# أرمين هاري
أرمين هاري (من مواليد 22 مارس 1937) هو عداء ألماني فاز بسباق 100 متر في دورة الألعاب الأولمبية الصيفية 1960. كان أول عداء غير أمريكي يفوز بحدث سباق 100 متر منذ أن حصل العداء الكندي بيرسي ويليامز على الميدالية الذهبية عام 1928، وأول رجل من غير أمريكا الشمالية منذ هارولد أبراهامز في عام 1924، وأول رجل يركض 100 متر في 10.0 ثانية لتحقيق رقم قياسي عالمي في سباق 100 متر.
شارك هاري في مشروع تأسس لتعزيز المواهب الرياضية الشابة من البيئات المحرومة اجتماعيًا أو مناطق نزاعات أخرى عام 2004 . لهذه المبادرة حصل على صليب الاستحقاق الفيدرالي في عام 2008. أعلن هاري أن مجموعته الواسعة من الجوائز معروضة للبيع في الولايات المتحدة الأمريكية في منتصف ديسمبر 2018 بسبب عدم وجود وريث له.

## روابط خارجية
- أرمين هاري في اللجنة الأولمبية الدولية
- أرمين هاري في موقع أوليمبيديا
- الموقع الرسمي